# Acacia dissoneura
Acacia dissoneura é uma espécie de leguminosa do gênero Acacia, pertencente à família Fabaceae.